# Paulus I. Zeller
Paulus I. Zeller (* in Heidingsfeld, heute Würzburg; † 29. Juni 1563 in Ebrach) war von 1562 bis 1563 Abt des Zisterzienserklosters in Ebrach.

## Leben
Paulus I. Zeller wurde in der zweiten Hälfte des 15. oder in der ersten Hälfte des 16. Jahrhunderts im unterfränkischen Heidingsfeld geboren, das heute Teil der Stadt Würzburg ist. Über die Eltern des späteren Abtes schweigen die Quellen, auch etwaige Geschwister des Paulus werden nicht erwähnt. Ebenso findet die schulische Ausbildung Zellers keine Nennung, wahrscheinlich besuchte er zunächst eine Lateinschule und begann anschließend ein Studium an der nahen Universität Würzburg.
Innerhalb des Klosters Ebrach stieg der Professe Paulus schnell auf. Zunächst hatte er als Amtmann in Oberschwappach die Verwaltung eines Klosteramtes inne. Später übernahm er das Amt Oberschwarzach und leitete den Ebracher Hof in Würzburg. Daraufhin kehrte er ins Kloster zurück und wurde nun zum Prior ernannt. 1562 wählten ihn die Mönche zu ihrem vierunddreißigsten Abt. Paulus I. Zeller starb nach nur 17 Monaten im Amt und wurde in der Klosterkirche beigesetzt.